# Койка (приток Корожечны)
Койка — река в России, протекает в Сонковском районе Тверской области, на незначительном участке на границе с Некоузским районом Ярославской области; левый приток реки Корожечна.
Сельские населённые пункты около реки: Фоминское, Яругино, Болково, Кой, Корино. К востоку от реки находятся Солодихинское болото и урочище Елупово.